# Juniperus deltoides
Juniperus deltoides là một loài thực vật hạt trần trong họ Cupressaceae. Loài này được R.P.Adams mô tả khoa học đầu tiên năm 2004.